# William Parr, 1:e baron Parr av Horton
William Parr, 1:e baron Parr av Horton, död 1547, var en engelsk ämbetsman. Han var farbror till drottning Katarina Parr. 
Han visade sitt stöd för Henrik VIII under Pilgrimage of Grace 1536 och utnämndes till rådgivare åt sin brorsdotter under hennes tid som regent 1544.